# Patitas con maní
Las patitas con maní (a veces llamado patita con maní) es un plato típico y popular de la gastronomía peruana.

## Historia
Durante el Virreinato del Perú, los africanos llegados a través del comercio esclavista empezaron a elaborar platos a base de las vísceras que podían obtener. Así mientras que con el bofe y el corazón preparaban chanfainita y anticuchos, las patas, junto a otros elementos autóctonos, sirvieron para crear este plato.

## Descripción
El plato consiste en un guiso a base de un aderezo peruano picante al que se añade patas de cerdo, ternera o cordero cocidas y picadas, patata picada y una salsa de maní tostado y triturado.
Como la mayoría de guisos peruanos, se suele acompañar de arroz blanco.